# پائولو روسی (هنرپیشه)
پائولو روسی (ایتالیایی: Paolo Rossi؛ زادهٔ ۲۲ ژوئن ۱۹۵۳) هنرپیشه اهل ایتالیا است.
از فیلم‌هایی که وی در آن نقش داشته‌است می‌توان به نیروانا و فقیر ولی خیلی ثروتمند اشاره کرد.